# Archidiakonat gorsko-zrinski
Archidiakonat gorsko-zrinski − jeden z 3 archidiakonatów archidiecezji lublańskiej, składający się z 3 dekanatów, w skład których wchodzi łącznie 25 parafii. 
W skład archidiakonatu wchodzą następujące dekanaty: 
- dekanat dubičko-kostajnički
- dekanat glinski
- dekanat petrinjski